# Confidenze troppo intime
Confidenze troppo intime (Confidences trop intimes) è un film del 2004 diretto da Patrice Leconte.

## Trama
Anna, commessa in una boutique di lusso, dopo aver preso appuntamento per una prima seduta con il dottor Monnier, uno psicanalista, entra nel suo studio e comincia a raccontargli alcuni dei particolari che l'hanno condotta ad avere un colloquio con lui. Dopo un paio di sedute la donna si rende conto di aver commesso un errore: lo studio in cui è entrata non è quello dello psicanalista, ma quello di William, un fiscalista, il quale non era riuscito in alcun modo ad avvertire la donna del malinteso.
Anna, apparentemente alterata dalla situazione, fugge via, imbarazzata per aver raccontato alcuni frammenti della sua vita ad un perfetto sconosciuto. Passano alcuni giorni e William, attratto dai racconti di Anna e desideroso più che mai di rivederla, si mette a cercarla, chiedendo inutilmente notizie al dottor Monnier finché non accade qualcosa di inaspettato agli occhi del fiscalista: la donna si ripresenta nel suo studio, ansiosa di continuare a raccontargli i propri problemi.
Tra Anna e William incomincia a stabilirsi un ambiguo rapporto, dettato dai racconti morbosi e perversi che la donna racconta a lui, terribilmente affascinato da questa situazione che prenderà una piega inaspettata.

## Critica
Secondo Il Morandini, il film è "un thriller sentimentale un po' perverso che gioca con le apparenze, lascia spazio al dubbio, punta sull'incertezza della suspense, diluisce le aspettative, fa alitare tra i due il desiderio, poi l'innamoramento". Il Morandini assegna inoltre al film tre stelle su cinque definendolo "il film più fine di Leconte, regista sottovalutato".
Il Farinotti assegna al film tre stelle su cinque ed esalta, sia l'originalità della storia, sia l'altissimo livello recitativo degli attori principali

## Riconoscimenti
- Festival di Berlino
  - 2004 - Candidatura all'Orso d'oro a Patrice Leconte
- European Film Awards
  - 2004 - Candidatura al Premio del pubblico al miglior regista a Patrice Leconte
- Tallinn Black Nights Film Festival
  - 2004 - Candidatura al Gran Premio a Patrice Leconte